# 中央競馬実況中継 (日経ラジオ社)
『中央競馬実況中継』（ちゅうおうけいばじっきょうちゅうけい）は、日経ラジオ社（ラジオNIKKEI）が中央競馬開催日（原則として毎週土曜日・日曜日。一部例外あり）に放送しているラジオ番組である。

## 概要
ラジオNIKKEIは旧社名「日本短波放送」だった1956年（昭和31年）10月27日の東京競馬から、中央競馬の実況中継を開始した。
当時、関東地区の競馬中継は八大競走のみNHK（『NHK競馬中継』）や日本文化放送協会（NCB、現：文化放送（QR）。『中央競馬メインレース中継』）などで行われていたが、継続的な競馬中継番組は他になく、発足したばかりの日本中央競馬会（JRA、当時はNCK）の全面的なバックアップのもと、競馬場や場外馬券売場でも流されるようになった。1965年（昭和40年）4月3日より、第2放送で西日本主場のレース放送を開始。1980年（昭和55年）頃までに中央競馬全10場の公式実況を日本短波放送の音声に統一して現在に至る。東西主場をメインに、第三場も含めた中央競馬全レースを実況生中継している。
テーマ音楽は過去3回変わっている。番組開始当初から2005年までは行進曲「我らの指揮者」、2006年にオリジナルのテーマ音楽に代わり、2014年には開局60周年を機に、番組のテーマ音楽をリニューアル。向谷実が作曲したオープニングテーマ「ビクトリー・ロード」、及びエンディングテーマ「日はまた昇る」を第81回東京優駿（日本ダービー）の開催週より使用開始した。
また、2014年はJRAも創立60周年となることから、両者のコラボレーション企画として、JRA60周年記念競走が行われる競馬場での開催週にトークショーを実施。これを再構成した特別番組も放送された。

### 番組のタイトル
2006年に「中央競馬実況中継」に統合される前までは、午前中（概ね土曜 12:00 - 13:25、日曜 9:50 - 13:15頃まで）は「ラジオたんぱ競馬中継」として放送された。なお1989年4月から開始した土曜 9:50 - 12:00の放送は当初から「中央競馬実況中継」と題されている。
番組タイトルの統合後も、「午前の部」と「午後の部」とで放送構成を分けているのは、この時間別のタイトル制定があった名残である。

### 放送時間
中央競馬の開催日（原則として土曜・日曜）に放送。時間は変更される場合がある。
- 9:30 - 16:45（第1・第2放送共通）[4]
  - 土曜日 12:00頃 - 13:25頃、日曜日 9:50頃 - 13:15頃までは第1放送のみ、解説者を派遣している協賛競馬新聞各社の提供、同時間帯の第2放送は特定協賛社のスポンサーなしのパーティシペーション（PT）扱い、ほかの時間帯はJRAの1社提供となっている。

番組開始当初は午後の部（13時台）からのみであったが、その後日曜日は9:50スタートに変更された。土曜は株式市況放送が終わるのを待って12時前後から放送していたが、1989年（平成元年）4月改編で土曜日の株式市場が完全休場日になるのに合わせる形で日曜と同じパターンで放送されるようになった。
さらに2002年（平成14年）1月から9:30スタートに変更され、東日本主場が冬時間またはGI当日でも第1レースのパドック解説から放送可能になる。
なお、radikoでは、2016年10月から試験配信中のタイムフリー配信に対応するため、番組表の上での時間割を午前の部（9:30 - 12:00）、午後の部前半（12:00 - 15:00）、午後の部後半（15:00 - 番組終了まで）の3パートに分けている。

#### 放送時間の例外
薄暮開催の当該日については放送時間の変更が行われる。東京優駿開催日は、第1放送の放送時間を45分拡大し17:30まで、第2放送は発走時刻の調整により9:50 - 17:05と20分ずらして放送が行われる。2024年は暑熱対策の一環で夏の新潟開催のうち、7月27日〜8月4日分で薄暮開催が行われる事になったため、第1放送の放送時間を9:00 - 18:45にずらして放送が行われる（第2放送は通常通り）。2025年は暑熱対策の一環で夏の新潟と中京開催のうち、7月26日〜8月17日分で薄暮開催が行われる事になったため、第1放送の放送時間を9:30 - 18:40に、第2放送の放送時間を9:00 - 18:30とそれぞれずらして放送が行われる。
また正月開催、及び荒天中止による代替競馬や続行競馬が平日に行われる場合は、第1放送が経済関連番組（『マーケットプレス』。2009年までは株式市況中継）を優先する関係で、第2放送で開催場の全競走を放送する。祝日を含む3日間開催の3日目は原則土曜の出演者・体裁に準ずるが、3場での3日間開催で、1日2場ずつの日程が組まれる場合は、開催が行われない地区の放送が休止となる場合もある。なお自然災害などにより、土曜日、日曜日の開催が取り止めとなった場合でも基本的に第1・2別内容だが、開催されている側の競馬場のレース中継を全レース行う。
さらに、冬季開催期間中であるジャパンカップ（11月最終日曜日）、有馬記念（12月第4日曜日）の開催日は、それまでは場内の混雑緩和のため、第1競走の発走時刻が通常と同じ時間帯ながら、1日の発走レース数を10-11レースに制限された（2005年までの日本ダービー開催日も含む）が、現在は1日の発走を一律12競走立てとするようになったため、日没時刻の関係により前倒しで発走されるようになった関係（上記2競走当該日は第1競走の発走を通常より30分程度早める）もあり、その日の第1放送の中継はその第1競走のパドック解説から放送できるようにするため、9時から開始する。
また、2020年7月25日から8月9日までの期間は、当初2020年東京オリンピックの開催への協力と、西日本を中心とした猛暑の避暑対策として、基から中京以西の関西地区での中央競馬の開催予定を組んでいなかったため、本来は東日本地区扱いとして、第1放送で放送している札幌競馬場（当初は函館競馬場開催予定）については、第2放送で全編放送した。ただし、第2放送の進行パートについては通常の西日本地区の開催に準じて、大阪・大手前の大阪支社（現：関西支社）スタジオから生放送し、適宜札幌競馬場にマイクを切り替えてパドック解説・レース実況を行うというパターンを採った。2021年～2024年も暑熱対策（2021年は東京五輪の延期による協力の意味も含む）として7月4週と8月1週の西日本主場の開催が最初から設定されなくなり、同様に北海道（札幌ないしは函館）での開催分を全編第2放送で中継し、進行パートも大阪支社と、適宜現地の放送席をつなぐ形で放送が行われていた。2024年の新潟競馬場の暑熱対策による薄暮競走開催日は、12時から14時40分の新潟競馬場の中断時間を利用して、第1・2放送双方とも、大阪支社と札幌競馬場の二元放送を行っていた。

### 放送するレース
|         | 全レースのパドック ・オッズ ・レース中継 | 全レース中継のみ | 特定レース中継のみ                               |
| ------- | ---------------------------------------- | ---------------- | ------------------------------------------------ |
| 第1放送 | 関東主場                                 | 関東第3場        | 関西主場の特別・最終競走 関西第3場のメインレース |
| 第2放送 | 関西主場                                 | 関西第3場        | 関東主場の特別・最終競走 関東第3場のメインレース |

凡例
- 関東主場=東京、中山、および夏季開催における福島、新潟
- 関東第3場=夏季以外の福島、新潟、及び夏季開催における札幌・函館[注 4]
- 関西主場=京都、阪神、および夏季開催における中京、小倉
- 関西第3場=夏季以外の中京、小倉

他地区主場開催については、開催日によってメイン・最終レースのみとなる場合もある。また札幌・函館の昼休み中に開催する第5競走（概ね新馬戦が組まれることが多い）と、その直後の「北海道シリーズ今日のねらい目その1」は、第1・2放送同時放送となっている。

### インターネット配信
短波放送のほか、以下のインターネットサービスでも聴取可能。radikoのみ無料でそれ以外は有料となる。
- 「競馬実況ホームページ」（レース実況部分のみ。ライブ配信とオンデマンド配信。プロバイダコンテンツ）
- radiko
  - 2010年10月16日より第1放送[11]を、2012年7月28日より第2放送[12]をサイマル配信。
  - 2012年4月2日より、配信エリアが全国へ拡大された[13]。

## ネット局
出典：「テレビ中継・ラジオ中継・テレビ成績ダイジェスト（日本中央競馬会）」

### 第1放送をネット
- 青森放送『中央競馬実況中継』（日曜 15:00 - 16:00[注 6][注 7]）

2006年7月から土・日曜日のメインレース実況のみネットしていたが、日曜日は内包していた『良平のラジオにおいでよ!!』が2023年3月26日をもって終了したため、翌週4月2日からは日曜日のみ15時台のフルネットに移行。
土曜日は『十日市秀悦のサタデー横丁』内でメインレース実況のみネット。
- ラジオ福島『中央競馬実況中継』（土・日曜 15:00 - 16:25[注 6][注 8]、福島開催時を除く）

福島開催時は自社制作の『福島競馬実況中継』の中で、他場からのレース実況のみをネット。 
- 新潟放送『土曜中央競馬中継』（土曜 15:00 - 16:00[注 9]）、『中央競馬中継』（日曜 15:00 - 16:00[注 10][注 6]、新潟開催時を除く）

日曜の新潟開催時は自社制作の『BSNラジオ競馬中継』の中で、他場からのレース実況のみをネット。

### 第2放送をネット
- 長崎放送『NBCサタデー・サンデー競馬中継』（土・日曜 15:00 - 16:00）[注 6]

NBCラジオ佐賀でも放送。
2013年4月7日より、NBCラジオ佐賀でも日曜のみ放送開始。2021年10月より、長崎地区と同一編成になったことに伴い、土曜も放送。

### メインレース実況のみをネット
- 東北放送（第1放送をネット）[15]（tbcラジオ、2007年1月 - ）土曜は『あつらじ』内で[注 11]、日曜は15:00 - 16:00の単独番組として[注 12]、また土・日のいずれの日にプロ野球楽天イーグルス戦デーゲームが放送される場合はプロ野球中継『パワフルベースボール』を一時中断して[注 13]放送[注 14]（『サタデー・サンデー競馬実況中継』）。なお2006年12月以前はラジオ日本から供給を受けていた。

### 実況音声を使用するテレビ局
- グリーンチャンネル（『中央競馬全レース中継』）
- BSフジ（『BSスーパーKEIBA』）西日本主場・第3場のレースが対象
- BS11（『BSイレブン競馬中継』『うまナビ!イレブン』）

### 一部のレースで実況音声を使用するテレビ局
- テレビ東京・BSテレ東（『ウイニング競馬』）
- KBS京都（『KEIBAワンダーランド』→『うまDOKI』）

### 過去のネット局
- モバHO!（2004年10月 - 2008年3月） - 第2放送のみ（東日本分はグリーンチャンネルEAST[注 15]で動画付きの放送を行っていた。ただし、ラジオNIKKEIの実況がJRAの公式実況でもあるため、西日本主場の特別・最終の4-5競走と、西日本第3場のメイン競走はグリーンチャンネルEAST、東日本主場の特別・最終と、東日本第3場のメイン（北海道は主場に準じる）はラジオNIKKEI第2放送においても放送されていた）。

### 過去に実況音声を使用した局
- テレビ愛知（『土曜競馬中継』→『KEIBAワンダーランド』）
- TXN九州→TVQ九州放送（『土曜小倉競馬』）

### 臨時にネット受けしたことがある放送局
いずれも「#イレギュラー放送」の節で詳述する。
- ラジオ関西（CRK、『パーフェクト競馬』）
- STVラジオ（『中央競馬実況中継』）
- NHK G（『NHK競馬中継』）

## レギュラー解説者
出典：「『中央競馬実況中継』番組ブログ」
基本的に午前（第1部）・午後（第2部）で出演する解説者を入れ替える。パドック実況の解説者は、第1放送・関東主場の場合は午前中（概ね第1 - 4競走）、午後の前半（第5 - 8競走）、午後の後半（第9競走以後）の3シフト、第2放送・関西主場は午前中（概ね第1 - 5競走）と午後（第6競走以後）の2シフトでの交代制となっている。なお関西主場のパドック実況を担当する解説者のうち、2018年3月まで日曜日の開催については辻が終日1人で担当していた。また基本2交代制の土曜日であっても、夏季ローカル時に1名が終日担当することもある。
なお札幌・函館開催時の第8レース前後の『北海道シリーズコーナーその2』については、道内で発行されるスポーツ紙（サンケイスポーツ、日刊スポーツ、スポーツ報知、スポーツニッポン、東京スポーツ、デイリースポーツ）から派遣されている記者が週替わりで担当する。

### 第1放送（東日本）

#### 専門紙記者（第1放送）
日刊競馬
本紙予想・看板評論家だった飯田正美の引退に伴い、2022年7月から土日ともに午後正面解説が日ごとの持ち回りとなった。
- 小木曽大祐 - 土日とも午後正面解説担当（郡・久保木・沢田・志村と日替わり）。2012年（平成24年）1月着任[注 20]。2018年までは土日共に『BSイレブン競馬中継』と掛け持ちだったため、日曜午前パドックのみ。
- 久保木正則 - 土日とも午後正面解説（小木曽・郡・沢田・志村と日替わり）。2021年（令和3年）1月5日着任。2020年12月26日までは土曜9〜12Rパドック解説担当[注 21]。
- 郡和之 - 土日とも午後正面解説（小木曽・久保木・沢田・志村と日替わり）[注 22]。2012年2月26日着任。
- 沢田美紀 - 土日とも午後正面（小木曽・郡・久保木・志村と日替わり）、日曜午前パドック解説[注 23]。2013年ダービーニュースより移籍、同年6月30日着任。ラジオ福島『福島競馬実況中継』と兼務。
- 志村竜一 - 土日とも午後正面（小木曽・郡・久保木・沢田と日替わり）、『北海道シリーズコーナーその1』、西主場休催時に第2で放送する北海道現地解説担当。
- 藤本貴久 - 2012年1月29日着任。BSイレブン（日曜、第1･3週関東主場パドック解説）と兼務のため、日曜午前パドック解説のみの出演。
- 宮崎弘貴（みやざき・こうき） - 2018年6月9日着任。日曜午前パドック解説を持ち回りで担当。
- 山口瞬 - 2020年8月15日着任。当初は『北海道シリーズコーナーその1』のみで2021年から日曜午前パドック解説を持ち回りで務め、2023年11月25日に初めて午後正面解説を担当。チバテレ『金曜競馬CLUB』兼務。

競馬ブック（ケイバブック東京支社）
看板評論家だった松本憲二の引退により2019年1月から土曜午前メイン解説を開催単位の持ち回りで担当。また日刊競馬OB宮崎秀一の引退に伴い2021年1月からは土日とも午後のパドック解説が研究ニュース・勝馬のメンバーと共に日ごとの持ち回りとなった。
- 安中貴史 - 2019年（令和元年）6月1日正式着任。それ以前にも研究ニュースに所属する京増・今野が休暇時の代理で出演経験あり。MBSラジオ『GOGO競馬』関東GIレース解説兼任（田村と分担）。
- 赤塚俊彦 - 2019年5月11日着任。2020年7月よりテレビ北海道『サマー競馬NEXT』兼務。2021年6月13日より『北海道シリーズコーナーその1』および札幌5Rのレース解説（どちらも日曜）担当。
- 唐島有輝 - 2021年（令和3年）1月9日着任。土日とも午後パドック解説および『北海道シリーズコーナーその1』のみ担当で、午前の実況席解説は未経験。
- 田村明宏 - 東日本主場本紙予想担当（林・吉岡と分担）。2019年4月20日着任。『GOGO競馬』関東GIレース解説兼務（安中と分担）。
- 林茂徳 - 東日本主場本紙予想担当（田村・吉岡と分担）。グリーンチャンネル『中央競馬全レース中継』（東京開催パドック解説）解説者へ転出のため一度は退任したが、2019年3月23日放送より復帰。
- 松永篤 - 2022年（令和4年）7月24日着任。土日とも午後パドック解説および『北海道シリーズコーナーその1』のみ担当。
- 松本智志 - 東日本従場本紙予想担当、松本憲二の長男。2019年（平成31年）2月23日着任。
- 吉岡哲哉 - 東日本主場本紙予想担当（田村・林と分担）、松本の後継で東京支社看板評論家。BSイレブン（日曜・第2･4週関東主場パドック解説）、中央競馬全レース中継へ転出のため一度は退任したが、2019年1月5日放送から復帰。
- 吉田幹太 - 全レース中継（中山開催パドック解説）へ転出のため一度は退任したが、2019年1月26日放送から復帰。

勝馬（ケイバブック東京支社）
- 住川陸 - 2021年2月27日着任。京増の代理を含め、土日とも午後パドック解説をブック・研究ニュースのメンバーと共に日替わりで担当。

研究ニュース（ケイバブック東京支社、旧：競馬研究）
- 永楽裕樹 - 2022年7月16日着任。京増の代理を含め、土日午後パドック解説をブック・勝馬のメンバーと共に担当。
- 京増真臣（きょうそう・まさおみ） - 2013年ダービーニュースから移籍。当番組には星野英治の後任として2015年（平成27年）8月2日着任。日曜9〜12レースパドック解説担当[注 24]、2018年7月までは、同じ会社の別部門であるブックに所属した松本が休暇の際、日曜日メインレースパドック解説の代理も担当。

#### スポーツ紙等記者（第1放送）
デイリースポーツ東京本部グループ（馬サブローを含む）
- 石堂道生 - 馬サブロー東主場2･3歳戦本紙予想、加藤・小林が出演できない場合の代理
- 加藤剛史 - 馬サブロー東主場古馬戦本紙予想、東京・福島・新潟開催時の土曜日午前パドック解説担当。2019年6月22日着任。新潟放送『BSNラジオ競馬中継』（夏の主場開催時）と兼務[注 25]。
- 木村拓人 - 馬サブロー関東、海外GIレース特別番組スタジオ解説を担当。
- 小林正明 - 東日本主場本紙予想担当。主に中山開催時の土曜日午前パドック解説、東京開催時には日曜9R前『今日のコラム』に不定期で登場。BSイレブン（日曜スタジオ解説）兼任。

日本経済新聞東京本社
- 野元賢一 - 1997年毎日新聞から移籍。土曜日午後正面サブ解説。『競馬のツボ』・『今週の注目数字』ではコーナーMC兼務。他に『トレセンリポート』も担当。

#### その他（第1放送）
- 成田幸穂 - サラブレッド血統センター（競馬ブック子会社）。海外GIレース放送時に本編ゲスト扱いで展望、および特別番組スタジオ解説を担当。
- 能勢俊介 - ケイシュウNEWS→スポーツ報知→フリー評論家。ケイシュウ中央版本紙予想担当だった1999年（平成11年）にラジオ日本（土曜1部）解説者に着任、2006年4月よりラジオNIKKEIへ異動し土曜午後正面メイン解説[注 26]。2014年1月より土日とも6R発走前「能勢俊介の今日の勝負どころ」コーナー、特別レース展望担当。

#### 過去に担当した解説者（第1放送）

##### 専門紙記者（第1放送・過去）
日刊競馬
- 飯田正美 - 主場版本紙予想担当。1976年（昭和51年）着任、土日とも午後正面解説（小木曽・久保木・郡と開催ごとに交替）。2020年12月27日までは日曜日午前正面解説。2022年6月30日付で退職のため、同月25日放送限りで勇退。
- 柏木集保 - 編集長→専属評論家。日曜日昼休み「集保の目」コーナー担当。『ワイド中継』→『LIVE&REPORT 中央競馬中継』、『ハイライト』兼任。2013年12月で担当を能勢に譲って不定期出演となった後、2018年（平成30年）5月27日付紙面限りでレギュラー予想引退のため、正式に退任。
- 桧原正行 - 午後正面解説の代理（土日とも）。日曜午前は飯田休暇時の代理。
- 丸山一樹 - 2020年12月31日付で退職のため、同月27日放送限りで退任。
- 宮崎秀一 - 1976年着任。土曜日は『ワイド中継』打ち切り後に及川から引き継ぎ、東日本主場6〜8Rのパドック解説。日曜日は1R発走前狙い・メインレース展望[注 27]、6〜8Rパドック解説、メイン・最終レース「ワンポイントアドバイス」担当。2014年（平成26年）1月11日から2018年（平成30年）12月22日まで土曜午前正面解説も担当。2020年12月31日付で退職のため、同月27日放送限りで勇退。

競馬ブック（ケイバブック東京支社）
- 青木行雄 - 北海道調教取材担当（本社勤務）。2021年6月12日より『北海道シリーズコーナーその1』[注 5]および札幌5Rのレース解説（どちらも土曜）担当。MBSラジオ『GOGO競馬サンデー!』メイン解説、BSイレブン（土曜・西日本主場パドック解説）兼務。
- 松本憲二 - 元東日本主場本紙予想担当、元看板評論家。『ワイド中継』（土曜）降板後の2003年（平成15年）6月着任、午後正面解説[注 28]及び日曜メインレースパドック解説担当、一時期土曜午前正面解説[注 29]も兼務。2008年（平成20年）3月まで『週刊競馬大道場!!』師範代兼務。高齢に伴い2018年（平成30年）7月1日を最後に毎週のレギュラー出演を取りやめ、以後はGI開催時にスペシャルゲスト扱いで登場したが、同年12月28日付紙面限りで退職のため、同月23日（有馬記念当日）放送をもって勇退。

研究ニュース（旧競馬研究）
- 池田勇孝 - 日曜日昼休み「池田のマル秘穴馬券」コーナー担当、当初は生出演だったがコーナー末期は電話での出演となった。2013年（平成25年）12月21日放送限りで勇退。
- 及川勉 - 土曜日6〜9Rパドック解説担当。病気療養のため2011年（平成23年）10月8日放送限りで担当を宮崎に譲り退任。2012年（平成24年）2月15日死去[18]。
- 今野光成 - 2008年、ホースニュース・馬（中央・関東版）より移籍。2015年以降、京増の代理として年に数回出演し、2020年6月をもって退任、さらに同年10月4日付紙面限りで退職。
- 星野英治 - 日曜8〜10R「ワンポイントアドバイス」及び日曜日最終レースパドック解説担当[19]。定年退職のため、2015年（平成27年）12月27日放送限りで退任。

ケイシュウNEWS
- 大川慶次郎 - 旧競週ニュース退職後の1957年（昭和32年）着任。在任中にホースニュース・馬→勝馬→ダービーニュース→ケイシュウNEWS→日刊スポーツと契約。フジテレビ『競馬中継』→『チャレンジザ競馬』→『スーパー競馬』兼任、他にTBSラジオ『走れジョッキー』→『きょうの競馬から』、東京12チャンネル『土曜競馬中継』を歴任。1999年（平成11年）の死去直前まで出演。

##### スポーツ紙・一般紙記者およびOB（第1放送・過去）
- 荒井敏彦 - 東京スポーツ。関西支社在職中に第2放送レギュラーを経験。東京異動後は『北海道シリーズコーナー』『今日のコラム』、海外GIレース中継に不定期で登場している。
- 石井誠 - スポーツ報知→読売新聞→競馬ライター。スポーツ報知本紙予想担当だった2000年（平成12年）にラジオ日本（日曜1部）解説者に就任。2006年4月に能勢とともにラジオNIKKEIへ移動し土曜日午前[注 30]パドック解説担当。2014年定年退職後はフリーで出演を続けたが、2019年6月15日放送限りで退任。
- 小堀孝二 - 日本経済新聞東京本社OB。番組立ち上げ当初の解説者[20]。
- 小峰隆 - 局OB→日本経済新聞東京本社。本番組立ち上げ時のプロデューサー[21]で、その後小堀の後任として日経新聞に移籍し競馬専門デスク。定年退職にあたり野元を毎日新聞東京本社から引き抜いた。2019年11月12日死去[22][23]。
- 鶴谷義雄 - デイリースポーツ東京本部（元本紙予想担当）→馬サブロー、主に中山開催時の土曜日午前パドック解説担当。定年退職のため退任。
- 橋本邦治 - 日刊スポーツ東京本社OB。在職中から2000年（平成12年）頃まで出演し、2010年（平成22年）8月19日死去。
- 原良馬 - デイリースポーツ東京本部OB。1989年（平成元年）4月1日着任、土曜午前正面解説担当。東京12チャンネル→テレ東・BSテレ東『土曜競馬中継』→『ウイニング競馬』兼任。2013年（平成25年）6月22日放送限りで勇退[24][注 31]、2019年7月24日死去。
- 村上英明 - デイリースポーツ東京本部。小林が出演できないときに代理で出場経験あり
- 山崎正行 - スポーツ報知→ケイシュウNEWS。退社後の1973年（昭和48年）9月着任。2006年に同じく報知出身の石井誠と交代し退任、2009年（平成21年）11月2日死去。

##### その他（第1放送・過去）
- 阿部正太郎 - 元NCK騎手・調教師。立ち上げから1959年（昭和34年）1月までパドック解説を担当。
- 茂木幹夫 - 元NCK理事。立ち上げから1959年1月までパドック解説を担当。

### 第2放送（西日本）

#### 専門紙記者（第2放送）
競馬ブック（ケイバブック栗東本社）
永井の時間帯移動に伴い2022年1月8日放送分より土曜・日曜午前正面解説を週替わり持ち回りで担当。さらに永井・森本の退任に伴い2024年1月7日から日曜午後正面解説も研究ニュース関西のメンバーと共に週替わりで担当。
- 坂井直樹 - 小倉・中京第3場開催時は『第3場メインレース展望』を担当。
- 丹羽崇彰 - 北海道本紙予想担当。2021年8月14日より『北海道シリーズコーナーその1』（土曜）も担当。『GOGO競馬サンデー!』準レギュラー解説兼務。
- 信根隆二（のぶね・たかふみ） - 2018年競馬ニホンから移籍。2022年9月10日着任。
- 広瀬健太 - 2024年1月7日着任。『GOGO競馬』準レギュラー解説兼務。
- 米満浩生（よねみつ・ひろいき） - 2021年1月15日着任。テレビ愛知『土曜競馬中継』→『KEIBAワンダーランド』などを歴任。

研究ニュース（ケイバブック大阪支社、旧競馬ニュース・競馬ダービー）
2023年までは土曜午後パドック解説、2024年から土曜午後を除く正面解説もブック関西のメンバーと共に週替わり持ち回りで担当。ただし土曜午後パドック解説は週により荒木が代役に入ることもある。
- 小野颯真 - 2024年1月8日着任。
- 小宮邦裕 - 西日本主場本紙予想担当。旧競馬ニュース生え抜き（1989年入社）。
- 竹中昇 - 旧競馬ファンから競馬ダービーを経て2011年に競馬ニュースへ移籍。
- 森田美菜 - 2024年1月13日着任。同紙所属の女性TMが本番組に出場するのは史上初。

#### スポーツ紙等記者（第2放送）
特記がない者は主に日曜午前正面解説及び土曜日午前中、日曜日のパドック解説を不定期に担当する。
日本経済新聞大阪本社
- 関根慶太郎 - 競馬専任デスク、土曜午後正面解説レギュラー。

スポーツニッポン大阪本社
- 寺下厚司 - 2020年10月17日着任。
- 菱田誠

サンケイスポーツ大阪本社
- 佐藤将美 - 元西日本主場本紙予想担当。
- 正木茂

デイリースポーツ神戸本社（デイリー馬三郎を含む）
特記がない者はラジオ関西『GOGO競馬サタデー!』兼務。
- 大西修平
- 城谷豪 - 馬サブロー西日本第三場本紙予想担当
- 竹原伸介 - 馬サブロー栗東Cウッドコース時計担当
- 竹村浩行 - 馬サブロー栗東支局長
- 浜口和也 - 馬サブロー西主場古馬戦本紙予想担当
- 吉田順一 - 馬サブロー西主場2･3歳戦本紙予想担当

大阪スポーツ（中京スポーツ・九州スポーツ）
- 石川吉行 - 2013年ダービーニュースから移籍。2020年9月12日よりラジオ日本（土曜1部・『関西馬情報』コーナー）レギュラー就任のため、原則としてラジオ日本の放送に支障がないか、代役が確保できた場合のみ出場。
- 芝井淳司
- 難波田忠雄 - 中京第三場開催本紙予想。『中央競馬全レース中継』兼務、高松宮記念・チャンピオンズカップではパドック解説を優先的に担当。
- 西谷哲生
- 松浪大樹 - 西日本主場本紙予想担当。『中央競馬全レース中継』兼務。

#### その他（第2放送）
- 荒木敏宏 - 競馬ニホン→フリー評論家。同紙廃刊を翌週に控えた2018年（平成30年）4月8日の放送では競馬ニホン所属の肩書だったが、同年5月26日よりフリーの評論家として着任。
- 藤村和彦 - デイリースポーツ神戸本社OB（元本紙予想担当）。2019年6月2日放送より上田琢巳に代わって日曜昼休み『藤村和彦の射（シャッ）!!』を担当。
- 棟広良隆 - 競馬アナリスト。土曜日昼休み『大穴一発!一攫千金を狙え!!』コーナーMC。グリーンチャンネル『KEIBAコンシェルジュ』兼務。

#### 過去に担当した解説者（第2放送）

##### 専門紙記者（第2放送・過去）
競馬ブック（ケイバブック栗東本社）
- 大坪元雄 - 元土曜日午後担当。日曜日はカンテレ（『DREAM競馬』）に出演していた。2011年7月23日放送を最後に退任。
- 中西勉 - 元土曜日午後パドック解説担当。日曜日は毎日放送ラジオ（『日曜競馬』→『みんなの競馬』）に出演していた。2005年（平成17年）5月11日死去。
- 藤井嘉夫 - 2011年（平成23年）7月、定年退職のため退任。
- 松本晴夫 - 「ストレート作戦」担当。後に『BSイレブン競馬中継』関西主場パドック解説者として出演していたが、2013年（平成25年）12月限りで退職、番組も退任した。

研究ニュース（旧競馬ニュース・競馬ダービー）
- 重久大明 - 元競馬ニュース編集長。日曜14時台「穴馬を探せ」コーナー担当。
- 中西弘行 - 旧競馬ニュース生え抜き。

競馬ニホン（2018年4月15日限りで休刊）
- 石井大輔 - 2008年、ホースニュース・馬（関西版）より移籍。ホースニュース在職中にも当番組出場経験あり。ニホンでは荒木と共に2018年4月8日の放送に出場。廃刊後、研究ニュース（関西版）に移籍。
- 辻俊典 - 日曜日パドック担当[注 35]。廃刊直前の2018年（平成30年）4月1日放送分限りで退任。
- 福井政年 - 同紙の最終発行日となった2018年4月15日のみ出場。
- 前川雅洋 - 同紙の最終発行日となった2018年4月15日のみ出場。

##### スポーツ紙等記者（第2放送・過去）
- 上田琢巳 - 1馬→大阪スポーツ。大スポ移籍後に着任。日曜日昼休み「激穴!!3連単予想」コーナーMCを務めたが、喜寿に達したため2019年5月26日放送限りで退任。2025年1月6日死去。
- 柏原健士 - スポニチ大阪本社。東京本社へ異動のため2020年9月13日放送限りで退任。
- 小牧隆之 - サンスポ大阪本社OB。日曜日午後正面放送席担当、不定期に土曜午後解説[注 36]も兼任。永井の病気療養に伴い2017年1月21日から土曜日午前もほぼレギュラー出演していた。永井の復帰、また森本の産経新聞社退社によるレギュラー解説就任に伴い同年7月30日放送限りで退任。その後、2021年1月2日付の日経電子版「競馬実況アナ日記」にて既に亡くなっていたことが明らかにされた[25]。
- 武田和則 - 中日スポーツ競馬部。人事異動により競馬部を離れたため、2014年（平成26年）8月23日放送限りで退任。
- 永井晴二 - スポニチ大阪本社→共同通信大阪支社専属スポーツライター→フリー評論家。2021年12月25日放送まで土曜日午前正面解説、2022年1月から日曜午後正面解説を森本と隔週交代で担当。KBS京都『競馬中継.EXE』（日曜パドック解説）を歴任。高齢に伴い、2023年12月17日放送限りで勇退。
- 森本昭夫 - サンスポ大阪本社→フリー評論家。2017年7月29日放送まではサンスポ社員の肩書で出演、同年8月〜2021年12月は日曜午後正面解説レギュラー。2022年1月から永井と隔週交代で引き続き日曜午後正面解説担当。高齢に伴い、2023年12月24日放送限りで勇退。

##### その他（第2放送・過去）
- 上田美貴子 - 元調教師の上田三千夫の娘で競馬写真家。土曜午前『上田美貴子のシャッターチャンス』担当。

## アナウンサー
現在の担当は以下のとおり。なおレース実況はJRA公式実況であるため、新人アナウンサーのデビュー直後や場内でのイベント開催時など一部の例外を除き競馬場・ウインズなど競走開催・馬券発売施設内での情報提供、BS11（『BSイレブン競馬中継』『うまナビ!イレブン』）、グリーンチャンネル（『中央競馬全レース中継』）、BSフジ（『BSスーパーKEIBA』）の実況にもそのまま使われている。また、ラジオNIKKEIとグリーンチャンネルはアナウンサーの共有契約をしており、ラジオNIKKEIスポーツ情報部所属のアナウンサーがグリーンチャンネルに出演する場合は、事前に会社上層部の許諾を得る必要はない。
東西主場では基本的に担当するアナウンサーは最大4人でローテーションを組みレース実況を担当していたが、2010年代中頃までに新人アナウンサーの育成など余程の事情がない限り、東西共に1レースから6レースまでと、7レースから最終レースまでの2人シフトで運行する日がほとんどとなった。第三場開催がある場合は2人のアナウンサーが出張し、どちらか1人が実況する間もう一人はサポート業務を行う。
いずれの場合でも、実況シフトに載っていないアナウンサーはMC席の進行、またはレポーターのみ担当する。
なお東京本社所属のアナウンサーのうち、大関、木和田、小林、小塚、山本直については、実況ないし進行役を担当しない日に週替わりで『BSイレブン競馬中継』のスタジオアシスタントを務めることがある。

### 実況担当
実況アナウンサーは2000年代以降、フリーに転向した者も含めて基本的に自社生え抜きまたは自社運営の『レースアナウンサー養成講座』を修了した経験者のみとしている。養成課程を経ていないフリーアナウンサーは一切実況に起用しない。

#### 東京本社
- 大関隼 - 2007年（平成19年）入社。X（旧Twitter、ラジオNIKKEIアナウンサーズ）の更新を担当。
- 小塚歩 - 2005年（平成17年）仙台放送から移籍。2021年4月より部長職スポーツ情報部担当。番組公式ブログ、Xの更新を担当。
- 小林雅巳 - 1985年（昭和60年）入社。2021年4月30日付で定年到達後も引き続き出演。BSイレブン競馬中継『クイズイレブンダービー』→『おうまのQ』問題作成、競馬実況Webで2020年12月まで『競馬アナ馬券』、2022年8月まで『聴く競馬クイズ』をそれぞれ担当。
- 藤原菜々花 - 2020年（令和2年）入社。同年11月23日より昼休み時間帯限定で進行アシスタント、2021年1月23日放送よりパドック進行[28]、同年7月18日より日曜午前進行役[29]を順次務め、2024年（令和6年）1月8日中山競馬1Rで本番組向け[30]実況デビュー。同年3月3日中山競馬3Rより公式向け実況も担当。ラジオNIKKEIにおいて女性アナウンサーが中央競馬の実況を担当するのは史上初。
- 山本直 - 2013年（平成25年）入社。2020年1月、大阪支社（当時）へ異動[31]。2023年2月、東京本社に復帰[32]。
- 山本直也 - 1988年（昭和63年）入社。2003年（平成15年）に退社しフリー（シャベール所属）となるも引き続き出演。
- 米田元気 - レースアナウンサー養成講座18期修了。2013年（平成25年）福島テレビから移籍。2016年4月に大阪支社（当時）へ異動後、2020年（令和2年）1月12日放送より帰任[33]。

#### 関西支社（2022年6月27日まで大阪支社）
- 中野雷太 - レースアナ養成講座3期修了。1997年（平成9年）入社。2018年1月よりスポーツ情報部長、2022年4月より執行役員報道・スポーツ局長、2023年6月より関西支社長補佐。2024年6月の定時株主総会で常勤取締役に就任。（ただし、2025年6月の発表によると、競馬＝スポーツの担当ではないとのこと）
第1放送の実況も行うが、自宅が京都市にあるため、2020年度より建前上大阪支社（当時）所属として中央競馬関西放送記者クラブに参加した[34]。
- 檜川彰人 - 1990年（平成2年）FBS福岡放送から移籍。1999年（平成11年）、大阪支社（当時）へ異動。
- 三浦拓実 - レースアナ養成講座1期修了。2022年（令和4年）NHKより移籍[注 39]。同年2月12日当番組着任、同年3月6日実況デビュー[注 40][35]。同年6月15日より大阪支社（当時）へ異動。

関西支社（中京・小倉の第3場開催も含む）常駐担当者のうち、実況が可能なのは檜川と三浦の2人のみのため、遊軍勤務の中野も含めて本社から週に1 - 2人の応援が入る。特に西日本第三場開催がある場合、日によっては主場の実況担当者が2人とも応援者となるケースもある。

### パドックアシスタント・進行担当

#### 第1放送（東日本　パドックアシスタント）
- 砂岡春奈 - フリー（JOYSTAFF所属）、2024年9月29日着任[36]。
- 石原李夏 - フリー（JOYSTAFF所属）、2014年1月19日着任。競馬ブックの安中貴史と結婚し、妊娠・出産のため2024年6月15日から2025年3月16日まで休んでいた。
- 稲葉弥生 - フリー（ブレスユー所属）、2010年5月22日着任[37]。
- 木和田篤（きわだ・あつし） - 1988年（昭和63年）入社。2015年11月、大腸癌の手術を受けるため実況担当を離脱。2017年3月にMC席の進行役専任で一度復帰するが、2018年春から再び出演が減る。その後2019年（令和元年）5月2日の特別番組『実況アナ大放談』に出演し、同年6月22日よりパドック進行・MC専任で再度復帰。
- 小島友実 - フリー（ブレスユー所属）、1996年1月着任。

#### 第2放送（西日本　パドックアシスタント）
- 加藤弘晃 - フリー（セイプロダクション所属）、2019年12月7日着任[38]。
- 髙田洋子 - フリー（オフィスキイワード所属）、2018年9月1日着任。土曜中心。
- 森恵里奈 - フリー（オフィスキイワード所属）、2023年3月25日着任。
- 余田幸子 - フリー（パートナーズプロ所属）、2023年3月25日着任。

特記
- 第1放送・土曜日午前は通常パドックアシスタントの女性キャスターがMC席を担当する[注 41]ため、パドック側のアシスタントは何らかの理由で第一線から離れた元実況アナウンサー[注 42]、または実況非番の男子アナウンサーを基本とする。なお2021年1月から2023年夏頃までは藤原が入ることが多くなっていた（ただし2016年後半以後、特にアナウンサーの休養や、第3場への派遣などによりアナウンサーが不足することもあり、パドックアシスタントの女性キャスターが土・日とも午前中だけでなく午後前半までMC席の進行を担当し、別の女性キャスターが終日パドックアシスタントをする場合もある）。
- 第1放送・3日間開催の3日目は解説者・パドックアシスタントについて、原則土曜日と同じシフトで運行し、午前の進行役は藤原または女性パドックアシスタントのうち誰か1人が担う。
- 第2放送は2023年4月改編から原則として土曜日は高田、日曜日は森と余田の2人が隔週交互という態勢を基本としつつ、夏季ローカル開催時は3人がローテーションを組んで土・日連続出演、3日間開催の3日目は3人のうち他番組のスケジュールが空いている誰か1人が担当する。
- 第2放送では宮脇が2018年（平成30年）6月30日放送限りでレギュラーを退いたが、7月と8月の土曜日については人員補充が間に合わず、本来日曜担当の岡田とMC席専任の竹之上がローテーションで担当した（主に、午前中は岡田がMC席の、竹之上がパドックのアシスタントを担当）。同年9月に高田が加入した後も、岡田はアナウンサーの人手不足の時、土曜日を中心に馬体重、オッズや着順、払い戻し金の読み上げ（中継会場分の単勝式オッズと払い戻し金の読み上げはパドックアシスタントが担当）など、MC席のアシスタントをする場合もあった。2023年4月改編以前は日曜日でも岡田、高田の2人とも出演して、どちらか一人はMC席、もう一人はパドックのアシスタントをするケースもあり得た。なお、2019年以降、3日間開催の3日目など岡田、高田の2人とも出演できない場合に代役で宮脇がパドック進行を務めるケースもあった[注 43]が、2023年4月から森と余田が加入して女性3人態勢となったため、宮脇が出演する機会は今後無くなる可能性もある。
- 木和田は第1・第2両系統で進行役を務める。

### 過去に担当したアナウンサー

#### 実況アナウンサー
- 安西正光 - 1977年（昭和52年）入社。
- 一丁田修一 - 1971年（昭和46年）入社。1977年（昭和52年）、よみうりテレビへ移籍。
- 宇野和男 - 1990年（平成2年）テレビせとうちから移籍。2003年（平成15年）に退社しフリーとなる。その後2007年5月から2022年5月までラジオ日本『競馬実況中継』で実況を担当。
- 小林皓正 - 1960年（昭和35年）入社。1984年（昭和59年）退社と同時に『中央競馬ハイライト』（土曜）立ち上げに参加。
- 北野守 - 1971年（昭和46年）入社。2003年に退社しフリーとなる（オフィスK代表）。
- 煙山光紀 - 1987年（昭和62年）入社。1989年（平成元年）同じ日経グループのテレビ北海道開局と同時に移籍し、さらに1994年（平成6年）、ニッポン放送へ移籍。
- 小坂巖 - 1954年（昭和29年）開局と同時に入社。1971年（昭和46年）退社しフリーになる。
- 小屋敷彰吾 - レースアナウンサー養成講座25・26期継続クラス修了。2017年（平成29年）入社。2019年（平成31年）1月12日の中山競馬第1競走で実況デビュー[39]するが、2020年9月以降実況業務を離脱[40]。2022年9月30日付で退社しフリーになり[41]、2023年1月から1年間『ラジオ日本競馬実況中継』に出演。
- 近田誉 - 1986年（昭和61年）入社。1991年（平成3年）に北海道文化放送へ移籍。
- 佐藤泉 - 1981年（昭和56年）入社。2014年から2017年12月の定年到達まで大阪支社（当時）に配属。定年後も引き続き実況を担当したが、2022年12月24日放送限りで実況業務を離脱[42]。2023年より佐賀競馬場にて場内実況を担当。
- 白川次郎 - 1968年（昭和43年）入社。2005年（平成17年）に定年となるも2010年（平成22年）3月28日まで実況を担当。以降は第1放送・土曜午前パドックや土日とも午後前半正面の進行役で継続出演も、2014年6月29日放送限りで退任した[43]。
- 高木守 - 1965年（昭和40年）和歌山放送から移籍[44]。大阪支社常駐第1号の実況アナウンサーだった。
- 竹川英紀 - 1993年（平成5年）入社。2004年（平成16年）4月改編で『フットサルラジオINVIO!』の立ち上げに携わるため番組を離脱。2006年8月13日の放送では当時関西担当だった広瀬が8月中休養していたことによる人員不足のため、昼休みの進行及びレース後のリポートを担当。2015年（平成27年）得度のため早期退職[45]。
- 田島喜男 - 1961年（昭和36年）入社。1975年（昭和50年）ラジオ関東（現・RFラジオ日本）へ移籍。『競馬実況中継』『バッチリナイター』などを担当後、芥川隆行の死去に伴い『演歌だヨ』を引き継ぐためスポーツ実況を離脱。2003年ラジオ日本を退職しフリーとなる。
- 田中俊英 - 1988年（昭和63年）入社。後に株式市況担当へ異動し、2012年の『マーケットカレッジ』終了までレギュラー出演。
- 長岡一也 - 1961年（昭和36年）入社。1987年（昭和62年）退社と同時に『ワイド中継』（土曜）立ち上げに参加。
- 永嶋啓司 - 1978年（昭和53年）入社。1993年に株式市況担当（現・マーケット情報部）へ異動し、2006年の『マーケットTODAY』終了までレギュラー出演。
- 中根幹夫 - 1967年（昭和42年）入社。1989年、株式市況担当に異動して番組を離れ、2002年（平成14年）に定年退職してフリーとなる。
- 早坂昇治 - 1954年（昭和29年）開局と同時に入社。1970年に退社して東京12チャンネル『土曜競馬中継』立ち上げに参加。
- 広瀬伸一 - 1981年（昭和56年）入社。 2007年胃がんに罹患、手術の為休養。一度は現場復帰したが再発し、同年9月26日在職のまま死去（49歳没）。
- 藤田直樹 - 1973年（昭和48年）入社。在職中ほとんどの期間を大阪支社で過ごす。2009年（平成21年）6月に定年となるも、2016年（平成28年）まで中継スタッフとして活躍。
- 舩山陽司 - レースアナ養成講座5期修了。1999年（平成11年）NHKから移籍。2017年（平成29年）12月に退社してフリーとなる（浅井企画所属）。
- 吉本靖 - レースアナ養成講座2期修了。1997年（平成9年）入社。2001年（平成13年）、退社してフリーとなる。同年4月より『ラジオ日本競馬実況中継』を担当。
- 渡辺和昭 - 1984年（昭和59年）入社。2017年（平成29年）6月29日の株主総会で常勤取締役に就任[46]のため、同年6月25日の放送限りで実況から離脱。さらに2019年6月、取締役退任と同時に定年退職しフリーとなる。

#### パドックアシスタント・進行担当
- 岡田麻紗巳 - フリー（パートナーズプロ所属）、2017年4月2日着任。第2放送・日曜中心に担当。事務所後輩の余田と交代のため、2023年4月15日放送限りで退任。
- キダユカ - フリー（パートナーズプロ所属）、2006年4月着任。第2放送・主に日曜日のパドックアシスタント。事務所後輩の岡田と入れ替わるため、2017年3月26日放送限りで退任。
- 杉山明子 - フリー、2006年6月着任。第1放送・土曜午前進行役、午後パドックアシスタントを担当。2013年12月22日放送限りで退任。
- 高瀬有紀子 - フリー、2007年7月7日着任。第2放送・土日とも午前の進行担当。中野雷太と結婚し、出産のため2008年5月15日放送限りで退任。
- 竹之上次男 - フリー（ダート・プロダクション所属）、2018年（平成30年）1月5日着任。平日は兵庫県の園田競馬場・姫路競馬場場内実況とパドック進行を担当。第2放送・土日とも当初はMC席アシスタント、18年2月より第1部の進行も行っていた。師匠で事務所社長でもある吉田勝彦の引退に伴い、園田競馬場の仕事に専念するため2019年12月15日放送限りで退任[47]。
- 中村悦子 - 1989年（平成元年）FM静岡（現・K-MIX）から移籍。第1放送・東京開催時土曜午前進行役、午後パドックアシスタントを担当。1993年（平成5年）退社してフリーとなるが継続出演。2010年（平成22年）5月、稲葉と交代の形で退任。
- 宮脇さなえ - フリー（パートナーズプロ所属）、2006年4月1日着任。2018年6月30日まで第2放送・土曜レギュラーで担当し、妊娠・出産のため退任。以後は土・日以外の開催日を中心に代役を務め、番組公式Webサイトにも名前の記載はあるが、2020年11月を最後に出演実績がない。

### JRA職員による実況
1956年の立ち上げ当初は、日本短波放送の局アナ以外にJRA（当時はNCK）報道室の職員が実況をしたこともある。
- 鈴木隆
- 脇重次郎

## 番組内で放送される主なコーナー
出典：「『中央競馬実況中継』番組ブログ」

### 第1・2共通
- それぞれのレースのパドック気配実況・オッズ紹介（単勝式、2連勝式、3連勝式が中心）→本馬場紹介→レース実況
  - 詳細は放送するレースの項参照。
  - 2011年以後休止中となっている夏季北海道開催の薄暮開催期間中は、第1放送では第11レースまで、第2放送は全レース（この場合は薄暮の第11競走まで第1・2同じ内容で放送）しており、薄暮最終競走のレースの展望・回顧の放送は第2放送で実施していた。
- トレセンレポート - その週の重賞レース、あるいはその日の特別レースの出走予定馬についての関係者コメント紹介（追い切り調教後のインタビューから）。第1放送の土曜午後は更にレポートの後、野元のコメントが入る。
- 週刊ニューストピックス（土曜日、第1は午前中、第2は4R発走前）
- JRAホッと耳より情報（土日とも昼休み、第1・第2別内容） - このコーナーのみ事前録音。
- 第三場メインレース展望（土日とも、福島・新潟開催時は第1、中京・小倉開催時は第2） - 2021年1月の小倉開催からスタート。

### 第1放送のみ
- 野元賢一の「競馬のツボ」（土曜6R発走前、最近の競馬トピックから詳細な解説を入れる）
- 能勢俊介の"今日の勝負どころ"（土日とも5R発走前。当日行われるレースの中から特に能勢の自信のレース予想とメインレースの予想も披露）
- 野元賢一の今週の注目数字（土曜8R発走前、「競馬のつぼ」と実質趣旨は同じだが、違いはある数字に注目してその数字にまつわる競馬界の注目のトピックスを紹介する）
- 東幹久コーナー（土曜午前に不定期） - 2021年9月から、BSイレブン競馬中継（日曜）MCの東幹久が年に数回ゲスト出演する。
- 今日のコラム（日曜日9R発走前） - 在京スポーツ紙・一般紙の競馬担当記者が時々の話題を紹介するコーナー。趣旨としては「競馬のつぼ」とほぼ同様。他局（特にラジオ日本、ニッポン放送）で解説をしている記者や、福島民報の競馬専門デスク高橋利明が登場することもあるが、逆に当番組でレギュラー解説をしているスポーツ紙記者がこのコーナーに登場することも稀である。

### 第2放送のみ
- 馬場&開催インフォメーション（メイン中継場の開催初日の土曜日） - 馬場情報は基本的に第1競走のパドック、または発走前後の時間で競馬場の造園スタッフがコースの概況や気象条件など、開催情報は昼休みに競馬場のファンサービススタッフがイベントのお知らせを伝える。RFラジオ日本の『中央競馬大作戦』に相当する内容だが、ラジオ日本では原則として開催日すべて生放送しているのに対し、ラジオNIKKEIは開催替わり初日のみ放送で取り上げ他の日はWebサイトのみ掲載となっている。
- 新聞記者の今日の注目馬 - 午後の担当解説者の注目レース予想。なお、小牧が出演する時は「小牧隆之の今日のねらい目」として放送していた。また、このコーナーとは別に、午前中の放送席解説者には第1競走前のインターバルに「一般レースのねらい目」、第3・4・5競走前のインターバルに「特別レースのねらい目」を、パドック解説者[注 45]にも「その日の注目競走のねらい目」について、午前中の担当者は原則として第2競走前のインターバル[注 46]、午後の担当者[注 47]は第9競走前のインターバルを利用して披露してもらうコーナーがある。「パドック解説者の注目競走」については、主に特別競走が選ばれるが、重賞が行われる場合は大抵はその日の格の高い重賞を取り上げることが多い（GI、ないしはそれに直結するトライアル・ステップ競走はほぼ必然的に選ばれる[注 48]）。
- 大穴一発!一攫千金を狙え!（土曜日6R発走前） - 棟広良隆担当の穴予想コーナー。
- 藤村和彦の射（シャッ）!!（日曜昼休み）
- 最終で回収（3日間開催時の3日目5R発走前） - 通常時は第1放送のみの出演となっている日刊競馬トラックマンにマイクをつなぎ、東日本主場最終12Rの展望を聞く。ただし「解説者今日の狙い目」または「一般レースの狙い」コーナーでまとめて取り上げられたり、事前に予告されないことも多い。

### 過去のコーナー
- 加藤みどりコーナー（第1放送・土曜日に不定期） - 旧八大競走およびジャパンカップ開催週がほとんどだった。東との世代交代のため、2020年12月26日放送が最後の出演となった。
- 松本憲二のメインレース徹底分析（第1放送・土曜日7R発走前、日曜日は主に関東メインが7R・関西メインが8R発走直前（関西でGIが行われる場合は順番が逆になる）） - 松本は原則としてこのコーナーから登場していた。尚、日曜午後については実際に松本がレース予想を披露するのは本コーナーのみでメインレース以外ではレース後に寸評を行うのみだった。
- 宮崎秀一の展望コーナー（第1放送・日曜1R発走前） - 2014年1月から2020年12月まで。それ以前は能勢俊介が担当していた（前述）。
- パドック解説者3連単狙い撃ち（日曜2R・3R発走前。当日午前のパドック解説担当者が当日のレースの中から堅く収まりそうなレースと荒れそうなレースをそれぞれピックアップしてもらい、それぞれの3連単の買い目を披露する。基本的に堅め予想が2R発走前、穴目予想が3R発走前に行われる）
- ワンポイントアドバイス（日曜日、8Rから10Rまでは京増、メインレース以降は宮崎が担当） - レース直前の各馬の返し馬診断などを行う。以前のコーナー名は「ウォームアップ・ウォッチング」）
- 激穴!3連単予想（第2放送・日曜日昼休み） - 上田琢巳がコーナーMCを兼任し、3連単の穴狙い予想を披露。

## イレギュラー放送
ラジオNIKKEIの音声はJRA公式実況であるため、代替競馬、続行競馬など開催自体がイレギュラーとなった場合も第2放送で全レース中継する（前述）。それ以外でも民放他系列やNHKへのネット、配信が稀にある。
- 2002年（平成14年）8月31日は小倉競馬が台風の影響で中止になり、なおかつ全レース全国発売実施前で西日本のウインズでは新潟競馬の馬券が特別と最終競走以外は発売されていなかったため、第1放送で放送された札幌競馬の実況音声をラジオ関西（AM KOBE→CRK、『パーフェクト競馬』）が購入して放送した。

- 2020年の桜花賞、皐月賞、天皇賞・春はコロナ2019のパンデミックに伴う第1次緊急事態宣言発令を受けて自局での中継を断念したNHKが急遽実況音声を購入。当日夜放送のNHK総合『サンデースポーツ』において、JRA公式映像と共に音声が使用された。

- 2025年（令和7年）2月10日の京都競馬第11レースは、その2日前に降雪の影響で中止となった京都競馬の代替開催で、MBSラジオ・ラジオ関西が自社制作はもとより裏送りも行わなかったため、STVラジオが臨時に購入しネット受けした。

また、2024年はJRAとラジオNIKKEIがともに70周年記念となることから、8月2・9・16・23・30日の毎週金曜21時から21時30分に全5回からなる特番「競馬放送事始め」（ナビゲーター:長岡一也、アシスタント進行:山本直（第1・2話）、大関隼（第3-5話））が放送された。

## ラジオNIKKEIで放送するその他の競馬関連番組
- 競馬が好きだ!（第1放送、月 - 木曜 20:50 - 21:00）[50]
- うまきんIII（第1放送、金曜 20:00 - 20:30/第2放送、土曜 9:00 - 9:30（再放送））[51]
- 鈴木淑子の地球は競馬でまわってる（第1放送、金曜 20:30 - 21:00）[52]
- 競馬LIVEへGO!（第1放送、土曜 17:00 - 17:30/再放送 日曜 9:00 - 9:30、再放送は第2放送でもサイマル放送）[53]
- 藤江れいなの私を競馬につれてって（第1放送、木曜 19:00 - 19:30）[54]